# Darryl Sittler
Pour les articles homonymes, voir Sittler.
Temple de la renommée : 1989
Darryl Glen Sittler (né le 18 septembre 1950 à Kitchener dans la province de l'Ontario au Canada) est un ancien joueur de hockey sur glace de la Ligue nationale de hockey et est membre du Temple de la renommée du hockey depuis 1989.

## Carrière
Fils d'une famille de huit enfants, Darryl Sittler joue au niveau junior pour les Knights de London de l'Association de hockey de l'Ontario, ancêtre de l'actuelle Ligue de hockey de l'Ontario. Enregistrant trois bonnes saisons à London, il amasse notamment 99 points en 53 rencontres à sa deuxième saison avec eux. Sittler attira alors l'attention des recruteurs de la LNH et ainsi lors de sa première année d'admissibilité en 1970, les Maple Leafs de Toronto font de lui leur choix de première ronde, le huitième joueur au total à avoir été sélectionné lors de cet encan.
Il fait alors le saut directement dans la « grande ligue » mais ne joue que 49 matchs et obtient un faible total de 18 points lors de sa première saison avec les Leafs. Après des débuts laborieux dans la LNH, il explose en 1972-1973 avec une récolte de 77 points en 78 rencontres et devient instantanément une vedette offensive dans la ville reine. Ce titre de vedette vient de ses contributions sur la glace, mais également du fait que les Leafs avaient entrepris une importante reconstruction. Plusieurs vétérans de l'équipe prirent leurs retraite, d'autres  tel Dave Keon quittèrent pour rejoindre l'Association Mondiale de Hockey (AMH). Le départ de Dave Keon lui fut bénéfique car Keon laissait alors le poste de capitaine de l'équipe vacant, Sittler en hérita et devenait à 24 ans le deuxième plus jeune capitaine de l'histoire des Maple Leafs après Ted Kennedy.
La saison 1975-1976 fut l'une des saisons les plus incroyables de sa carrière qui s'échelonna sur quinze ans. Le 7 février 1976, Sittler établit un record offensif qui restera à jamais gravé dans l'histoire de la ligue. Ce soir là, Toronto recevait les Bruins de Boston qui en étaient à sept rencontres de suite sans défaite. Les Bruins venaient de resigner le gardien Gerry Cheevers, mais pour ce match, l'entraîneur Don Cherry décida de lui donner une journée de repos et envoya sur la patinoire la recrue Dave Reece. Ce fut une victoire facile des Leafs par la marque de 11 à 4. L'étoile du match fut Sittler qui récolta deux passes en première période, trois buts et deux autres passes en deuxième et compléta la rencontre avec un autre tour du chapeau en troisième période pour lui donner un total de six buts et quatre mentions d'assistance. Ses 10 points comptés ce soir là lui firent battre la marque du plus grand nombre de points en une rencontre, qui était jusqu'alors détenu par Maurice Richard avec huit.
Cette grande soirée aida Sittler à devenir le premier joueur des Maple Leafs à atteindre la marque des 100 points en une saison. Mais sa saison de rêve n'était pas terminée. Durant les séries éliminatoires qui opposait les Leafs aux Flyers de Philadelphie, il égala le record du plus grand nombre de buts marqués en une rencontre avec cinq. Au mois de septembre de cette même année, Darryl Sittler fut invité à joindre les rangs d'équipe du Canada pour la Coupe Canada qui se déroula à Montréal. Il y brilla non pas pour son nombre de buts comptés, mais pour l'importance de ceux-ci. Ainsi, en prolongation lors du deuxième match de trois de la série finale mettant aux prises le Canada et la Tchécoslovaquie, Sittler se retrouva seul devant le gardien Vladimir Dzurilla et par une brillante feinte, déjoua le gardien et donna par le fait même le championnat au Canada.
En 1977-1978, une impressionnante fiche de 115 points lui valut d'être nommé dans la deuxième équipe d'étoiles de la LNH. Bien que les Leafs atteignirent la demi-finale cette saison-là, le vent commença à tourner dans le vestiaire de l'équipe où de plus en plus les joueurs contestaient les décisions de l'entraîneur mais également ceux du propriétaire de l'équipe Harold Ballard. En 1979-1980, ce même Ballard fit un grand ménage au sein de l'équipe et de la direction, Punch Imlach fut alors appelé à être le nouvel entraîneur en chef et le directeur-général de l'équipe.
L'agent de Sittler, Alan Eagleson, ne fut jamais en mesure d'entrer en contact avec Ballard ou Imlach pour la négociation du contrat de Sittler. Ainsi, un soir avant une rencontre alors que tous les joueurs se trouvaient dans le vestiaire, Sittler prit une paire de ciseaux et coupa le « C » qui l'identifiait comme capitaine pour protester à la plus récente transactions que Ballard venait d'effectuer en envoyant Lanny McDonald aux Rockies du Colorado. Sur ce geste, Ballard convoqua Sittler pour mettre les choses au clair avec lui. Sittler accepta de reprendre le poste de capitaine et l'air fut moins chargé durant quelque temps.
À mi-chemin durant la saison 1981-1982, les problèmes avec la direction de l'équipe étant réapparus, Sittler demanda publiquement d'être échangé et ainsi au mois de janvier 1982, il passa aux Flyers de Philadelphie.
S'étant remis de son douloureux divorce d'avec les Leafs, Sittler revient en force avec les Flyers connaissant en 1982-1983 une saison de 83 points et il fut même invité à prendre part au 35e Match des étoiles de la Ligue nationale de hockey. À l'aube de la saison 1984-1985, les Flyers l'échangèrent aux Red Wings de Détroit. Offusqué par cette transaction, il refusa d'abord de se rapporter à son nouveau club, puis après cinq jours de réflexion, accepta d'honorer la dernière année qu'il restait à son contrat. Au bout de celle-ci, Darryl Sittler se retira de la compétition.
Sa carrière fut couronnée en 1989 alors qu'il est intronisé au temple de la renommée du hockey. Deux ans plus tard il rejoint l'organisation des Maple Leafs à titre de représentant de l'équipe auprès des médias. Ces mêmes Leafs ont élevé une bannière avec le numéro 27 au plafond de leurs aréna pour rendre hommage à Sittler.

## Statistiques

### Statistiques en club
| Saison     | Équipe                 | Ligue      |       | Saison régulière | Saison régulière | Saison régulière | Saison régulière | Saison régulière |    | Séries éliminatoires | Séries éliminatoires | Séries éliminatoires | Séries éliminatoires | Séries éliminatoires |
| Saison     | Équipe                 | Ligue      | PJ    | B                | A                | Pts              | Pun              | PJ               | B  | A                    | Pts                  | Pun                  |                      |                      |
| 1967-1968  | Nationals de London    | OHA        | 54    | 22               | 41               | 63               | 84               | 5                | 5  | 2                    | 7                    | 6                    |                      |                      |
| 1968-1969  | Knights de London      | OHA        | 53    | 34               | 65               | 99               | 90               | 6                | 2  | 5                    | 7                    | 11                   |                      |                      |
| 1969-1970  | Knights de London      | OHA        | 54    | 42               | 48               | 90               | 126              | 12               | 4  | 12                   | 16                   | 32                   |                      |                      |
| 1970-1971  | Maple Leafs de Toronto | LNH        | 49    | 10               | 8                | 18               | 37               | 6                | 2  | 1                    | 3                    | 31                   |                      |                      |
| 1971-1972  | Maple Leafs de Toronto | LNH        | 74    | 15               | 17               | 32               | 44               | 3                | 0  | 0                    | 0                    | 2                    |                      |                      |
| 1972-1973  | Maple Leafs de Toronto | LNH        | 78    | 29               | 48               | 77               | 69               |                  |    |                      |                      |                      |                      |                      |
| 1973-1974  | Maple Leafs de Toronto | LNH        | 78    | 38               | 46               | 84               | 55               | 4                | 2  | 1                    | 3                    | 6                    |                      |                      |
| 1974-1975  | Maple Leafs de Toronto | LNH        | 72    | 36               | 44               | 80               | 47               | 7                | 2  | 1                    | 3                    | 15                   |                      |                      |
| 1975-1976  | Maple Leafs de Toronto | LNH        | 79    | 41               | 59               | 100              | 90               | 10               | 5  | 7                    | 12                   | 19                   |                      |                      |
| 1976-1977  | Maple Leafs de Toronto | LNH        | 73    | 38               | 52               | 90               | 89               | 9                | 5  | 16                   | 21                   | 4                    |                      |                      |
| 1977-1978  | Maple Leafs de Toronto | LNH        | 80    | 45               | 72               | 117              | 100              | 13               | 3  | 8                    | 11                   | 12                   |                      |                      |
| 1978-1979  | Maple Leafs de Toronto | LNH        | 70    | 36               | 51               | 87               | 69               | 6                | 5  | 4                    | 9                    | 17                   |                      |                      |
| 1979-1980  | Maple Leafs de Toronto | LNH        | 73    | 40               | 57               | 97               | 62               | 3                | 1  | 2                    | 3                    | 10                   |                      |                      |
| 1980-1981  | Maple Leafs de Toronto | LNH        | 80    | 43               | 53               | 96               | 77               | 3                | 0  | 0                    | 0                    | 4                    |                      |                      |
| 1981-1982  | Maple Leafs de Toronto | LNH        | 38    | 18               | 20               | 38               | 24               |                  |    |                      |                      |                      |                      |                      |
| 1981-1982  | Flyers de Philadelphie | LNH        | 35    | 14               | 18               | 32               | 50               | 4                | 3  | 1                    | 4                    | 6                    |                      |                      |
| 1982-1983  | Flyers de Philadelphie | LNH        | 80    | 43               | 40               | 83               | 60               | 3                | 1  | 0                    | 1                    | 4                    |                      |                      |
| 1983-1984  | Flyers de Philadelphie | LNH        | 76    | 27               | 36               | 63               | 38               | 3                | 0  | 2                    | 2                    | 7                    |                      |                      |
| 1984-1985  | Red Wings de Détroit   | LNH        | 61    | 11               | 16               | 27               | 37               | 2                | 0  | 2                    | 2                    | 0                    |                      |                      |
| Totaux LNH | Totaux LNH             | Totaux LNH | 1 096 | 484              | 637              | 1 121            | 948              | 76               | 29 | 45                   | 74                   | 137                  |                      |                      |

### Statistiques en équipe nationale
| Année | Équipe | Évènement |    | PJ | B | A | Pts | Pun                |  | Résultat |
| 1976  | Canada | C.C.      | 7  | 4  | 2 | 6 | 4   | Médaille d'or      |  |          |
| 1982  | Canada | CM        | 10 | 4  | 3 | 7 | 2   | Médaille de bronze |  |          |
| 1983  | Canada | CM        | 10 | 3  | 1 | 4 | 12  | Médaille de bronze |  |          |

## Honneurs et trophée
- Association de hockey de l'Ontario
  - Membre de la deuxième équipe d'étoiles en 1969.
- Ligue nationale de hockey
  - Membre de la deuxième équipe d'étoiles de la LNH en 1978.
  - Invité aux Matchs des étoiles de la Ligue nationale de hockey en 1975, 1978, 1980 et en 1983.
  - Nommé parmi les 100 plus grands joueurs de la LNH à l'occasion du centenaire de la ligue[3] en 2017.

### Transactions
- 1970 ; repêché par les Maple Leafs de Toronto ( 1er choix de l'équipe, 8e au total).
- 20 janvier 1982 ; échangé par les Leafs aux Flyers de Philadelphie en retour de Rich Costello, du choix de deuxième ronde des Whalers de Hartford au repêchage de 1982 (acquis précédemment, Toronto réclame Peter Ihnacak) et des considérations futures (Toronto obtiennent Ken Strong en mai 1982).
- 10 octobre 1984 ; échangé par les Flyers aux Red Wings de Détroit en retour de Murray Craven et Joe Paterson.
- été 1985 ; se retire de la compétition.